# 拉斯 (奥洛龙-圣玛丽区)
拉斯（法語：Laàs，法語發音：[las]）是法国大西洋比利牛斯省的一个市镇，属于奥洛龙-圣玛丽区。

## 地理
拉斯（43°22'53"N, 0°51'4"W）面积6.46 平方千米，位于法国新阿基坦大区大西洋比利牛斯省，该省份为法国东南部省份，涵盖了贝阿恩与北巴斯克，西临大西洋比斯開灣，北至朗德省，东北接热尔省，东临上比利牛斯省，南与西班牙接壤。
与拉斯接壤的市镇（或旧市镇、城区）包括：昂德兰、巴罗特-卡米、蒙福尔、纳尔普、奥里于勒。

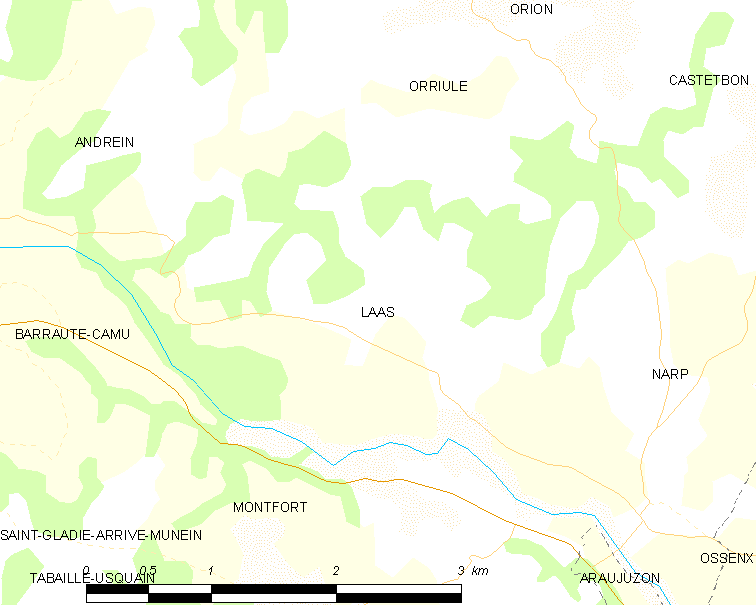
的OSM定位图

拉斯的时区为UTC+01:00、UTC+02:00（夏令时）。

## 行政
拉斯的邮政编码为64390，INSEE市镇编码为64287。

## 政治
拉斯所属的省级选区为奥尔泰兹-激流与盐之地县。

## 人口

1962-2008年间人口变化图示

拉斯于2022年1月1日时的人口数量为138人。